# Joaquín Díez-Canedo Flores
Joaquín Díez-Canedo Flores (1955) es un editor, traductor y funcionario público mexicano. Es nieto del poeta Enrique Díez-Canedo e hijo del editor Joaquín Díez-Canedo Manteca, y tiene estudios de física que realizó en la UNAM, además de haber cursado el programa de traductores de El Colegio de México.
Ha sido, entre otras ocupaciones, gerente de la editorial Joaquín Mortiz que fundó su padre, gerente editorial de Grupo Patria Cultural, director editorial de la Dirección General de Publicaciones y Fomento Editorial de la Universidad Nacional Autónoma de México, director editorial de Editorial Clío, titular de la editorial de la Universidad Veracruzana, y gerente de producción y, después, editorial del Fondo de Cultura Económica (FCE). 
Díez-Canedo Flores fue director general del FCE de marzo de 2009 hasta el 15 de enero de 2013, fecha en la que es nombrado director general de la Comisión Nacional de Libros de Texto Gratuitos, cargo que ocupó hasta 2017.